# Daire Nolan
 (janvier 2020).
Si vous disposez d'ouvrages ou d'articles de référence ou si vous connaissez des sites web de qualité traitant du thème abordé ici, merci de compléter l'article en donnant les références utiles à sa vérifiabilité et en les liant à la section « Notes et références ».
Daire Nolan est un danseur de danse irlandaise, qui a tenu le rôle de Don Dorcha dans la troupe 1 de Lord of the Dance.

## Biographie
Daire est né à Limerick (Irlande) le 1er décembre 1968. Ses parents, Tony et Rose, sont professeurs de danse irlandaise et c'est sous leur tutelle que Daire commença à danser. Il a une sœur aînée et un frère plus jeune, Cian, qui dansera lui aussi professionnellement, tenant le même rôle que son frère, mais dans la troupe 2 (il existe actuellement quatre troupes).
Daire a à son palmarès, entre autres, deux médailles d'or au All-Ireland et deux médailles d'or au World Championship (Championnat du monde de danse irlandaise). Il est également parti en tournée avec les Chieftains, mais à ce moment, la danse n'est encore pour lui qu'un hobby. Il ne deviendra professionnel que lorsqu'il décrochera le rôle de Don Dorcha aux côtés de Michael Flatley dans la première version de Lord of the Dance.